# Нода (Тіба)

35°57′18″ пн. ш. 139°52′29″ сх. д. / 35.95500° пн. ш. 139.87472° сх. д.
Но́да (яп. 野田市, のだし, МФА: [noda ɕi̥]) — місто в Японії, в префектурі Тіба.

## Короткі відомості
Розташоване в північно-західній частині префектури, на плато в межиріччі Тоне й Едо. Виникло на основі середньовічного містечка, центру виготовлення соєвого соусу. Основою економіки є харчова промисловість, виготовлення електротоварів, комерція. Станом на 1 жовтня 2008 площа міста становила 103,54 км². Станом на 1 січня 2009 населення міста становило 154 472 осіб.

## Міста-побратими
- Сімада, Японія
- Сукаґава, Японія